# بنبان قبلي
قرية بنبان قبلي هي إحدى القرى التابعة لمركز دراو في محافظة أسوان في جمهورية مصر العربية.